# ベニー・モンゴメリー
ベンジャミン・デニス・モンゴメリー（Benjamin Dennis Montgomery, 2002年9月9日 - ）は、アメリカ合衆国ペンシルベニア州チェスター郡パオリ出身のプロ野球選手（外野手）。右投右打。MLBのコロラド・ロッキーズ傘下所属。

## 経歴
高校最終年の2021年に打率.420、7本塁打、22打点の成績を記録し、この年のMLBドラフト1巡目（全体8位）でコロラド・ロッキーズから指名された。